# Lathrostizus clypeatus
Lathrostizus clypeatus är en stekelart som först beskrevs av Carl Gustav Alexander Brischke 1880.  I den svenska databasen Dyntaxa används istället namnet Lathrostizus sternocerus. Lathrostizus clypeatus ingår i släktet Lathrostizus och familjen brokparasitsteklar. Arten är reproducerande i Sverige. Inga underarter finns listade i Catalogue of Life.